# Condado del Monte
El Condado del Monte (en alemán: Bergisches Land, pronunciación: /ˌbɛʁɡɪʃəs ˈlant/ⓘ, lit. «Tierra de Montes», Berg o Bergisch) es un territorio de Renania del Norte-Westfalia situado en el borde oriental de la Bahía de Colonia, que se fusionó con Bensberg en 1975 y en la actualidad constituye la sede administrativa del distrito Rheinisch-Bergisch.
Su nombre proviene de los Condes de Berg, quienes se asentaron en este lugar en el siglo XII.
A principios del siglo XIX formó parte de la Confederación del Rin.
El Condado del Monte solía ser territorio del condado de Berg, que más tarde se convirtió en el ducado de Berg, que dio nombre a la región. El ducado se disolvió en 1815 y en 1822 la región pasó a formar parte de la provincia prusiana del Rin.
Hoy en día, en la parte montañosa del norte se percibe entre la población un sentimiento de pertenencia a la región, pero ya no tanto en las zonas cercanas a la Bahía de Colonia, en la cuenca del Ruhr o en la ciudad de Düsseldorf.
- Datos: Q153464
- Multimedia: Bergisches Land / Q153464